# Amolops daorum
Espèce
Synonymes
- Rana daorum Bain, Lathrop, Murphy, Orlov & Ho, 2003
- Odorrana daorum (Bain, Lathrop, Murphy, Orlov & Ho, 2003)

Amolops daorum est une espèce d'amphibiens de la famille des Ranidae.

## Répartition
Cette espèce se rencontre :
- dans le Nord du Viêt Nam dans la province de Lào Cai ;
- à Hong Kong ;
- dans le Nord du Laos dans la province de Houaphan.

## Taxinomie
Cette espèce a été relevée de sa synonymie avec Amolops mengyangensis par Stuart, Bain, Phimmachak et Spence en 2010 où il avait été placé par Ohler en 2007.

## Étymologie
Cette espèce est nommée en l'honneur des Daos.

## Publication originale
- Bain, Lathrop, Murphy, Orlov & Ho, 2003 : Cryptic species of a cascade frog from Southeast Asia: taxonomic revisions and descriptions of six new species. American Museum Novitates, no 3417, p. 1-60 (texte intégral).